# Georg Crusen
Georg Dietrich Hermann Crusen (* 15. Mai 1867 in Gifhorn; † 14. November 1949 in Gerlingen) war ein deutscher Jurist, zuletzt Präsident des Obergerichts der Freien Stadt Danzig.

## Leben
Crusen wurde als Sohn des Amtsgerichtsrats Hermann Crusen und dessen Frau Marie Hetzer geboren. Er besuchte das Ratsgymnasium in Hannover und machte dort 1886 Abitur. Nach dem Jurastudium in Lausanne, Berlin, Leipzig und Marburg wurde er 1890 promoviert. Sein Promotionsthema war Strafbare Handlungen an Gräbern und Leichen. 1895 wurde Crusen als Gerichtsassessor im Disziplinarhof für nicht-richterliche Beamte und im Reichsjustizamt in Berlin angestellt. 1899 wurde er, obwohl schon als Amtsrichter in Frankfurt am Main ernannt, nach Tokio beurlaubt. Dort war er als Beirat an den Ministerien des Inneren und der Justiz, sowie als Dozent an der Akademie für Polizei- und Gefängnisbeamte tätig. Ab dem 20. Januar 1902 war Crusen dann als Richter am Kaiserlichen Gericht und am Obergericht Kiautschou tätig. Nebenamtlich war er ab 1909 auch Dozent an der Deutsch-Chinesischen Hochschule, dem Vorläufer der heutigen Qingdao-Universität. Am 1. August 1903 wurde er zum Oberrichter auf Lebenszeit ernannt.
Nach der Belagerung von Tsingtau zu Beginn des Ersten Weltkriegs und der Einnahme der Stadt durch japanische Truppen kam Crusen im November 1914 zum Deutschen Generalkonsulat in Shanghai. Dort war er als Leiter der Kiautschouverwaltung und in der Konsulargerichtsbarkeit tätig. Nach dem Ende des Ersten Weltkriegs wurde er 1919 repatriiert. Ab dem 1. Januar 1920 war Crusen als Geheimer Oberjustizrat im Preußischen Justizministerium tätig. Er leitete dort die Abteilung zur Ausführung des Friedensvertrages. Gleichzeitig war Crusen von 1920 bis 1925 Bevollmächtigter Preußens im Reichsrat. 1925 schied Crusen aus dem Reichsdienst aus und wechselte zum Obergericht der Freien Stadt Danzig, das er ab dem 1. Februar 1925 bis zum 30. September 1932 als Präsident führte. 1932 wurde Crusen pensioniert, blieb aber weiterhin völkerrechtlicher Berater der Danziger Regierung. Nach seiner Pensionierung wohnte er in Gerlingen bei Stuttgart. Nach 1945 wurde er noch als Richter in Spruchkammerverfahren in Ludwigsburg eingesetzt; seine eigene Entnazifizierung erfolgte vor der Spruchkammer Böblingen.

## Familie
Crusen heiratete am 22. Mai 1909 die Lehrerin Amalie Davidsen (1884–1973), das Paar hatte 2 Kinder, die beide in Tsingtau geboren wurden (Tochter Helga, * 1910 und Sohn Harald, * 1911). Die Familie begleitete Crusen nach Shanghai und später nach Deutschland.

## Veröffentlichungen (Auswahl)
- Strafbare Handlungen an Gräbern und Leichen. Promotionsschrift. 1890.
- Der strafrechtliche Schutz des Rechtsguts der Pietät. Guttentag Verlag. Berlin. 1890.
- Kommentar zum Preussischen Erbschaftssteuergesetz vom 19. Mai 1891. Zusammen mit Richard Schück. Heyne Verlag. 1896.
- Das Strafrecht der aussereuropäischen Staaten. Gemeinsam mit Franz von Liszt. Liebmann Verlag. Berlin. 1899.
- Das preußische Ausführungsgesetz zum Bürgerlichen Gesetzbuche vom 20. September 1899. Carl Heymann Verlag. Berlin. 1901.
- Das heutige japanische Gefängniswesen. Hobunsha Verlag. Tokio. 1902.
- Kriegsschädengesetze. Georg Stilke Verlag. Berlin. 1922.
- Waffenstillstandsvertrag, Friedensvertrag und Rheinlandsabkommen nebst chronologischem Verzeichnis der zur Ausführung des Waffenstillstands-, des Friedensvertrages sowie des Rheinlandabkommens erlassenen Gesetze und Verordnungen und abgeschlossenen Staatsverträge, als Hrsg., 1923.
- Versailler Frieden. Verlag Walter de Gruyter. Berlin. 1926.
- Danziger Staats- und Völkerrecht, Band II. Zusammengestellt mit Hermann Lewinsky. Georg Stilke Verlag. Danzig. 1935.
- Der neue Kurs in der Freien Stadt Danzig. Verlag Walter de Gruyter. Berlin und Leipzig. 1936.
- Der Pariser Vertrag – Vertrag zwischen der Freien Stadt Danzig und der Republik Polen vom 9. November 1920. Mit den ergänzenden Verträgen, Entscheidungen und Gesetzen. Georg Stilke Verlag. Danzig. 1936.
- Das Recht der Staatsangehörigkeit der europäischen und der außereuropäischen Staaten, als Hrsg. Carl Heymann Verlag. Berlin. 1940.